# Streif – One Hell of a Ride
Streif – One Hell of a Ride ist ein österreichischer Dokumentarfilm von Gerald Salmina aus dem Jahr 2014. Der Kinostart in Österreich war am 25. Dezember 2014. In Deutschland startete der Film am 15. Januar 2015. Der Film befindet sich im Verleih der Red Bull Mediahouse.

## Inhalt
Der Film begleitet die fünf Rennfahrer Aksel Lund Svindal, Erik Guay, Max Franz, Hannes Reichelt und Juryj Danilatschkin bei ihrer Vorbereitung auf das Hahnenkammrennen 2014 auf der Streif, der gefährlichsten Abfahrtsstrecke des alpinen Skisports.
Parallel dazu präpariert der Kitzbühler Skiverband die Strecke für die Abfahrt.

## Kritik

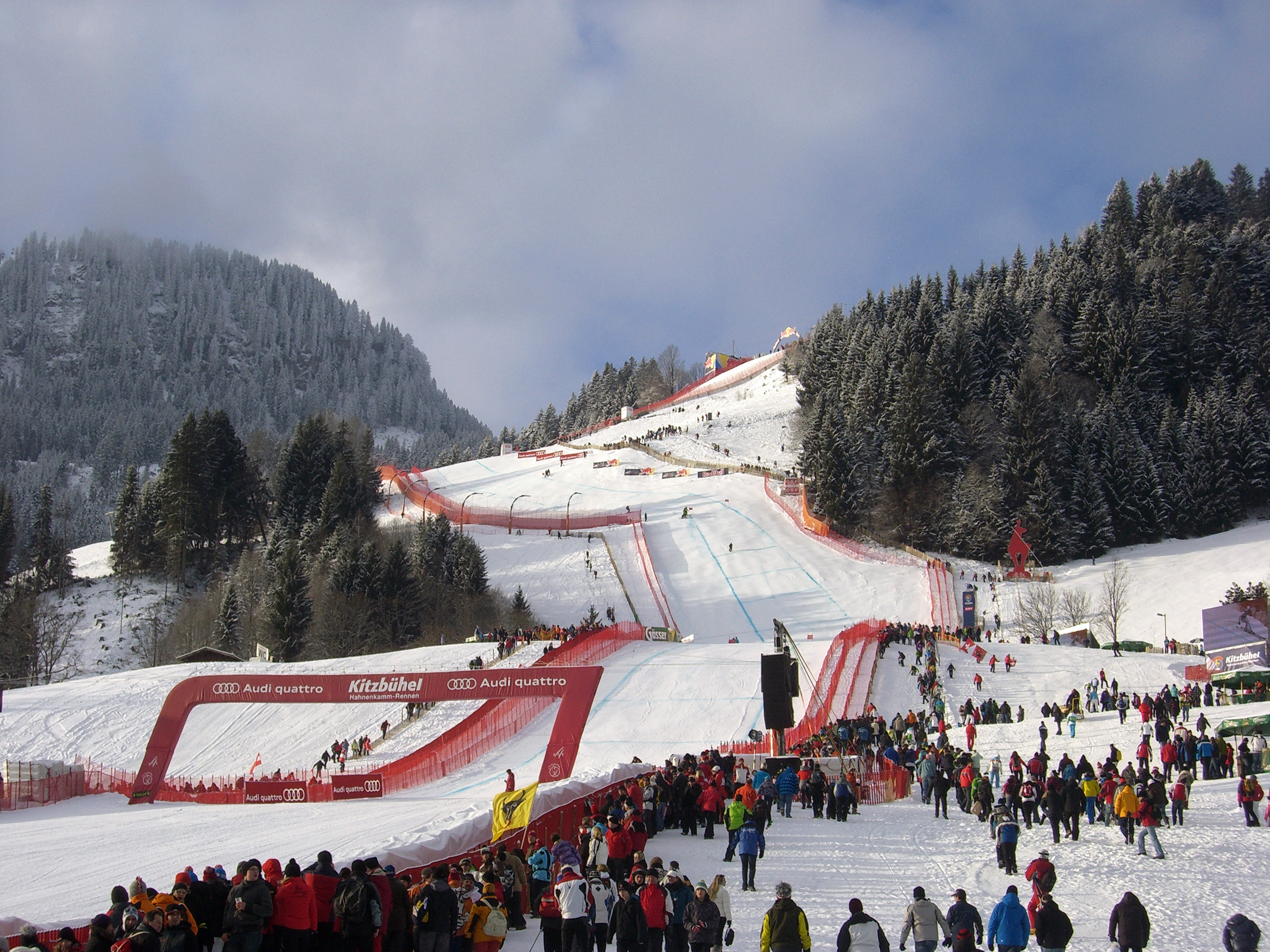
Zielraum der Streif beim Hahnenkammrennen 2011

Der Filmdienst urteilte im Lexikon des internationalen Films, der Film porträtiere „die Strecke ebenso wie ein halbes Dutzend ihrer siegreichen Bezwinger“. Trotz der „spektakulären […] Schauwerte“ ermüde der „unkritische Film durch seine enervierende Lobhudelei“ und erschöpfe sich „in der pathetischen Feier unerschrocken-männlichen Heldentums“.

„‚Streif – One Hell of a Ride‘ bastelt zwar auch am Mythos der ‚Streif‘, doch er verklärt nicht, er erklärt: dass Skisport ein fortwährendes Risiko ist, dass sich die Fahrer Kräften aussetzen, denen sie oft nicht gewachsen sind. Der Film gibt der Verletzlichkeit, den Zweifeln viel Raum. Und das ist durchaus beachtlich bei einer Dokumentation über ein Rennen, bei dem die Gefahr das größte Verkaufsargument ist.“

## Auszeichnungen
- 2015: Austrian Ticket für mehr als 75.000 Besucher[5]
- 2015: Romy für die beste Kino-Dokumentation[6]